# 픽 정리

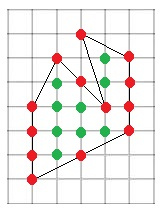
i = 9, b = 13, A =i + b/2 − 1 = 14.5

픽의 정리(영어: Pick's theorem)는 격자점 위의 단순 다각형에서 그 내부, 외부의 격자 수와 그 다각형의 넓이 사이의 관계를 설명하는 정리로, 이 정리는 오스트리아의 게오르그 픽(Georg Alexander Pick)에 의해 1899년에 만들어졌다. 모든 꼭짓점이 격자점 위에 존재하는 단순 다각형의 넓이를 A, 격자 다각형의 내부에 있는 점의 수를 i, 변 위에 있는 점의 수를 b라고 하면, 이들 사이에 다음의 식이 성립한다는 것이 알려져 있다.
이 내용이 "픽의 정리"이다.
{\displaystyle A=i+{\frac {b}{2}}-1}
오른쪽 그림에서는 i의 값은 9이고 b의 값은 13이다. 픽의 정리를 사용하면 이 다각형의 넓이는 14.5임을 알 수 있다.

## 증명

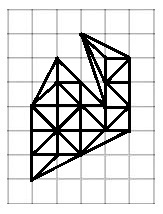
기본 삼각형들로 분할된 다각형

이 증명을 위해서는 두 개의 보조정리가 필요하다.
- 격자점을 꼭짓점으로 하는 삼각형 중에서 i=0, b=3인 경우 그 넓이는 항상 {\displaystyle 1/2}이다. 이것을 기본 삼각형이라고 부른다.
- 격자점을 꼭짓점으로 하는 모든 다각형을 기본 삼각형으로 분할할 수 있다.

격자점을 꼭짓점으로 하는 다각형 {\displaystyle P}를 {\displaystyle N}개의 기본 삼각형으로 나눈다. 증명전략은 {\displaystyle N}개의 기본삼각형의 내각의 합을 서로 다른 방법으로 구하여, 연립하는 것이다.
여기에서 모든 기본 삼각형들의 내각의 합 {\displaystyle S}를 나타내는 방법은 두 가지이다.
첫째로 삼각형의 내각의 합은 {\displaystyle \pi }이므로 {\displaystyle S=N\pi }로 나타낼 수 있다.
둘째로는 각 점에서 생기는 각의 크기를 모두 더하는 방법이 있다.
{\displaystyle P} 내부의 점 {\displaystyle i}에서 만나는 기본 삼각형들의 각의 크기의 합은 {\displaystyle 2\pi }이고, 따라서 모든 점 {\displaystyle i}에서 만들어지는 각들의 합은 {\displaystyle 2i\pi }이다.
또, 꼭짓점이 아닌 변 위의 점 {\displaystyle b}에서 만나는 기본 삼각형들의 각의 크기의 합은 {\displaystyle \pi }이다.  {\displaystyle P} 가 {\displaystyle k}각형이라고 했을 때, 모든 점 {\displaystyle b}에서 만들어지는 각들의 합은 {\displaystyle (b-k)\pi }이다.
마지막으로, {\displaystyle P}의 내각의 크기의 합은 {\displaystyle (k-2)\pi }이다.
{\displaystyle S=2i\pi +(b-k)\pi +(k-2)\pi }이므로, 정리하면 모든 기본 삼각형의 내각의 합은 {\displaystyle S=2i\pi +b\pi -2\pi }라고 나타낼 수 있다.
{\displaystyle S=N\pi }와 {\displaystyle S=2i\pi +b\pi -2\pi }를 연립하면 다음과 같다.
{\displaystyle N\pi =2i\pi +b\pi -2\pi }
여기서 양변을 {\displaystyle \pi }로 나누면
{\displaystyle N=2i+b-2}가 된다.
두 번째 보조정리에서 격자점을 꼭짓점으로 하는 모든 다각형은 기본 삼각형으로 분할할 수 있다고 했으므로 {\displaystyle A={\frac {1}{2}}N}이 유도된다. 따라서
{\displaystyle A={\frac {1}{2}}N={\frac {1}{2}}(2i+b-2)=i+{\frac {b}{2}}-1}
이므로 픽의 정리가 성립함을 알 수 있다.

## 오일러 지표와의 관계

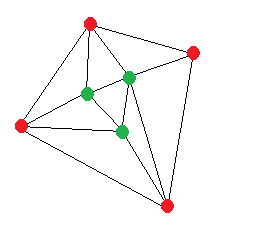
i = 3, b = 4, e =3i + 2b − 3 = 14

픽의 정리는 오일러 지표로부터 유도될 수 있다. 이 관계를 알기 위해서는 "edge theorem"이라는 보조 정리가 필요하다.
"edge theorem"에 의하면 임의의 다각형에서 내부와 경계선 위의 점들을 연결하여 기본 삼각형들로 분할했을 때 생기는 변의 개수를 {\displaystyle e}, 내부에 있는 점의 수를 {\displaystyle i}, 변 위에 있는 점의 수를 {\displaystyle b}라고 할 때 다음이 성립한다.
{\displaystyle e=3i+2b-3}
{\displaystyle b}=3이고  {\displaystyle i}=0이면 삼각형이 만들어지면서 {\displaystyle e}의 값은 언제나 3이고 위 등식을 만족한다. 이 삼각형 내부에 점을 한 개 추가하면({\displaystyle i}=1) 모서리의 수는 3만큼 늘어난다({\displaystyle e}=6). 이 경우 역시 위 등식을 만족한다. 변 위에 있는 점을 한 개 추가하는 상황에서  {\displaystyle x}개의  변 위에 있는 점들이 내부에 있는 점으로 바뀐다고 하면, {\displaystyle e}값은 ({\displaystyle x}+2)개 증가, {\displaystyle b}값은 ({\displaystyle x}-1)개 감소한다. 이 내용을 위 등식에 대입하면 마찬가지로 등식을 만족하게 된다. 따라서 {\displaystyle i}값과 {\displaystyle b}값에 변동이 있어도 위 등식은 항상 성립함을 알 수 있다.
오일러 지표에 의하면  평면 그래프에서 {\displaystyle v}가 꼭짓점의 개수이고, {\displaystyle e}가 모서리의 개수이고, {\displaystyle f}가 모서리들로 나누어진 면의 개수일 때 다음이 성립한다.
{\displaystyle v-e+f=2}
이 등식을 이용하기 위해 꼭짓점이 격자점 위에 있는 격자다각형을 기본 삼각형들로 분할하고, 그 도형을 평면 그래프라고 생각한다. 그러면 삼각형 내부의 점과 변 위의 점을 합한 것이 {\displaystyle v}의 값이므로 {\displaystyle v=i+b}이고, 'edge theorem'에 의해 {\displaystyle e=3i+2b-3}임을 알 수 있다. 이것을 위 등식에 대입하면
{\displaystyle i+b-3i-2b+3+f=2}
{\displaystyle f=2i+b-1}
마지막으로 면의 수 {\displaystyle f}의 경우, 평면 그래프의 관점에서는 넓이가 무한한 면 한 개가 포함되어 있기 때문에 실제 면의 수는 기본 삼각형들의 수보다 하나 더 많다. 따라서 주어진 다각형을 분할하는 기본 삼각형의 수는 {\displaystyle (f-1)}이고, 각 기본 삼각형의 넓이는 {\displaystyle {\frac {1}{2}}}이므로 주어진 다각형의 넓이는 {\displaystyle A={\frac {1}{2}}(f-1)}가 된다. 이 식을 앞에서 구한 식과 연립하면 다음과 같이 픽의 정리가 유도된다.
{\displaystyle {\frac {1}{2}}(f-1)=A={\frac {1}{2}}(2i+b-2)}
{\displaystyle A=i+{\frac {b}{2}}-1}